# Егорлыкская ГЭС
Егорлыкская ГЭС (Егорлыкская ГЭС-1) — гидроэлектростанция на реке Егорлык, у с. Сенгилеевское Шпаковского района Ставропольского края. Входит в состав Каскада Кубанских ГЭС (группа Сенгилеевских ГЭС), являясь его восьмой ступенью. Собственником Егорлыкской ГЭС является ПАО «РусГидро».

## Конструкция станции
Егорлыкская ГЭС представляет собой средненапорную плотинную электростанцию с деривационным расположением здания ГЭС. Благодаря наличию водохранилища, станция работает в пиковой части графика нагрузок. Особенностью станции является использование как естественного стока реки Егорлык, так и части стока реки Кубани, перебрасываемого в Егорлык по Невинномысскому каналу. Установленная мощность электростанции — 30 МВт, проектная среднегодовая выработка электроэнергии — 110 млн кВт·ч, фактическая среднемноголетняя выработка электроэнергии — 60,7 млн кВт·ч. Состав сооружений ГЭС:
- земляная плотина максимальной высотой 33 м и длиной по гребню 1280 м. Плотина однородная, отсыпана из суглинистых грунтов, под плотиной проложена труба выведенного из эксплуатации башенного водосброса;
- холостой водосброс пропускной способностью 62 м³/с при НПУ и 120 м³/с при ФПУ. Водосброс расположен на левом берегу, по конструкции поверхностного типа. Dключает в себя  подводящий канал, трёхпролётный оголовок с плоскими затворами, быстроток длиной 449 м с консольным сбросом и отводящий канал;
- подводящий канал длиной 521 м;
- двухпролётный водоприёмник, оборудованный плоскими затворами;
- двухниточный металлический напорный трубопровод, длина каждой нитки 96 м и диаметр 5 м;
- здание ГЭС;
- отводящий канал длиной 350 м;

В рамках проекта станции ниже по течению было построено буферное водохранилище, позднее использованное для размещения Егорлыкской ГЭС-2.
В здании ГЭС установлены 2 вертикальных гидроагрегата мощностью по 15 МВт. Каждый гидроагрегат включает в себя с пропеллерную гидротурбину ПР40/587а-В-330 (диаметр рабочего колеса 3,3 м), работающую при расчётном напоре 27,4 м, и гидрогенератор ВГС 525/99-28. Производитель гидротурбин — харьковский завод «Турбоатом», генераторов — предприятие «Уралэлектротяжмаш». С генераторов электроэнергия передаётся на три силовых трансформатора ТРДН-25000/110, ТДГ-20000/110 и ТМН-2500/110, а с них — на открытое распределительное устройство (ОРУ) напряжением 110 кВ.  Также имеется комплектное распределительное устройство модульного типа (КРУМ) напряжением 10 кВ.  В энергосистему электроэнергия и мощность станции выдаётся по пяти линиям электропередачи:
- ВЛ 10 кВ Егорлыкская ГЭС — ПС МЖК (Ф-106);
- ВЛ 10 кВ Егорлыкская ГЭС — ПС Водхоз (Ф-107);
- ВЛ 10 кВ Егорлыкская ГЭС — Сенгилеевская ГЭС;
- ВЛ 110 кВ Егорлыкская ГЭС — Сенгилеевская ГЭС (Л-13);
- ВЛ 110 кВ Егорлыкская ГЭС — Егорлыкская ГЭС-2 (Л-145).

Плотина станции образует небольшое Егорлыкское водохранилище. Площадь водохранилища при нормальном подпорном уровне 9,41 км², полная и полезная ёмкость водохранилища составляет 61,4 и 3,0 млн м³ соответственно, что позволяет осуществлять суточное регулирование стока. Отметка нормального подпорного уровня водохранилища составляет 222 м над уровнем моря (по Балтийской системе высот), форсированного подпорного уровня — 222,6 м, уровня мёртвого объёма — 219,65 м.

Сооружения и оборудование Егорлыкской ГЭС
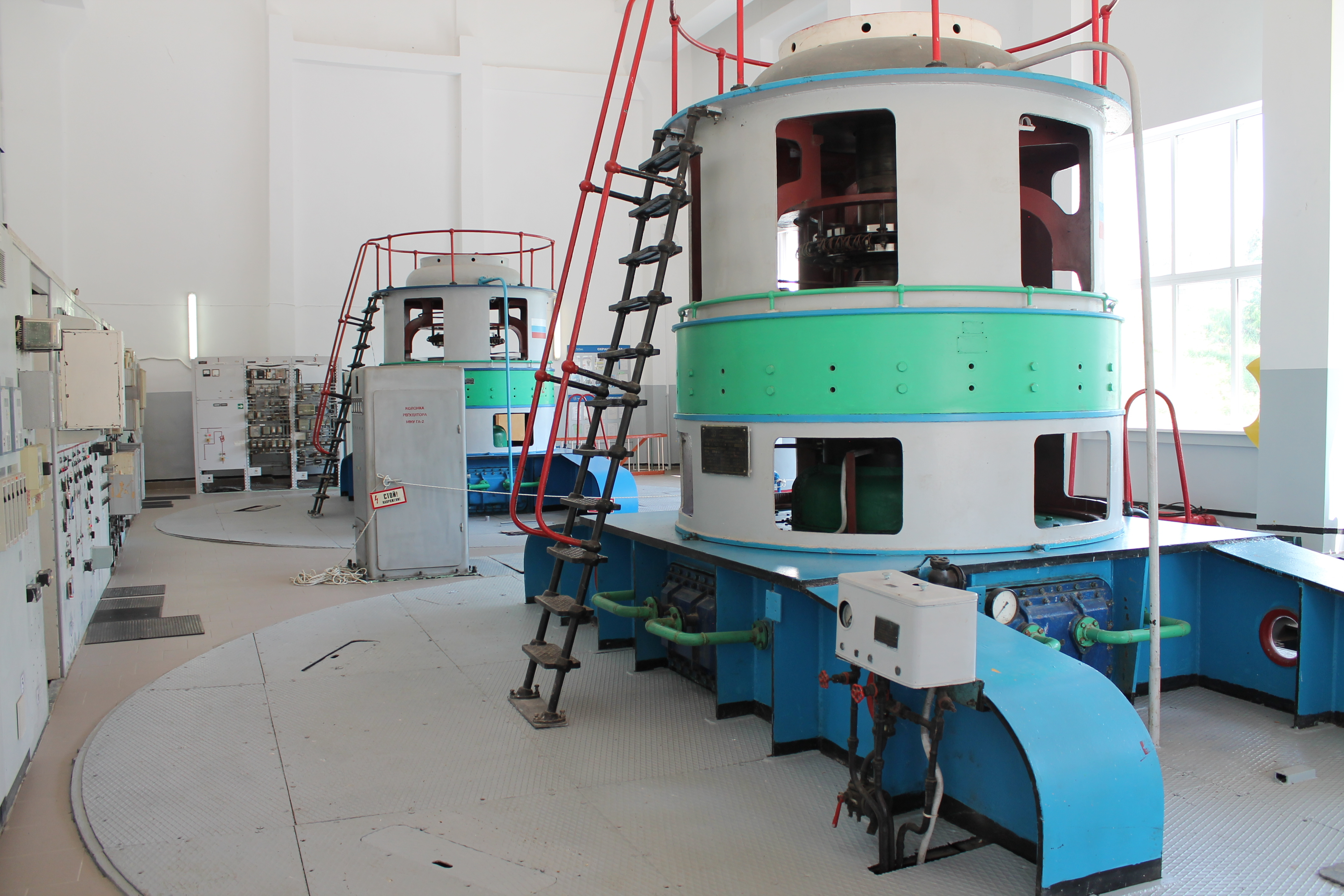
Машинный зал
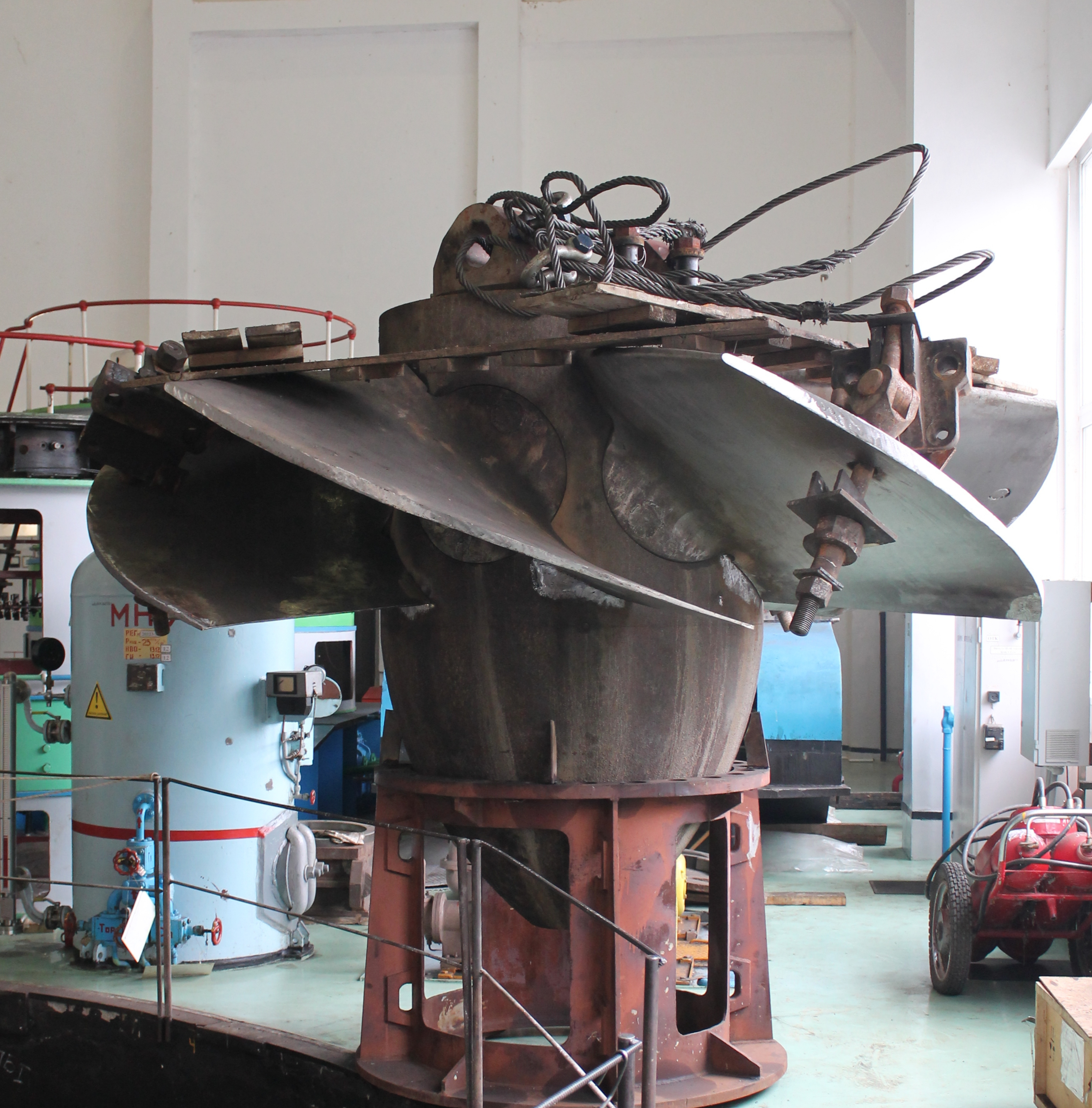
Рабочее колесо турбины
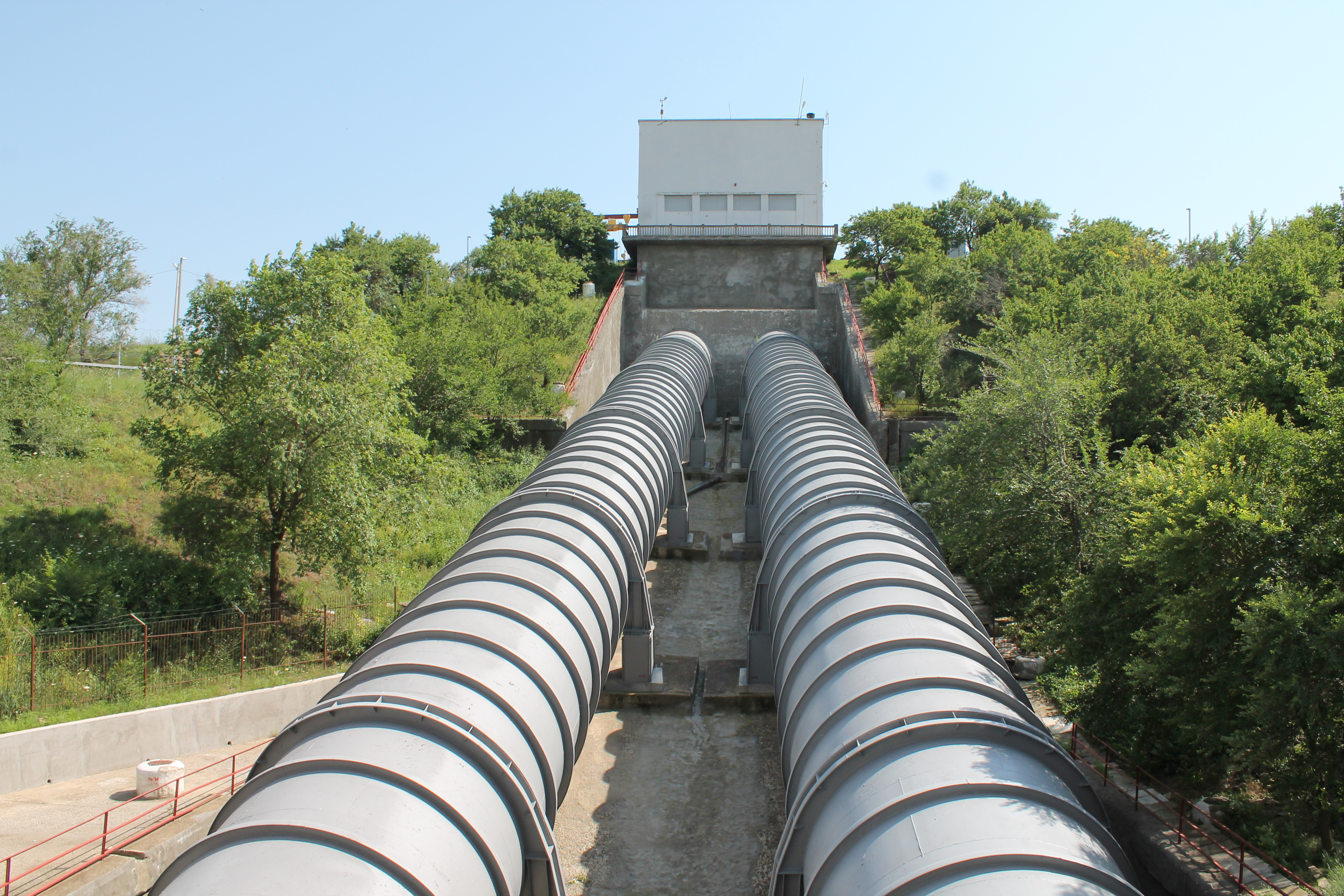
Напорные трубопроводы
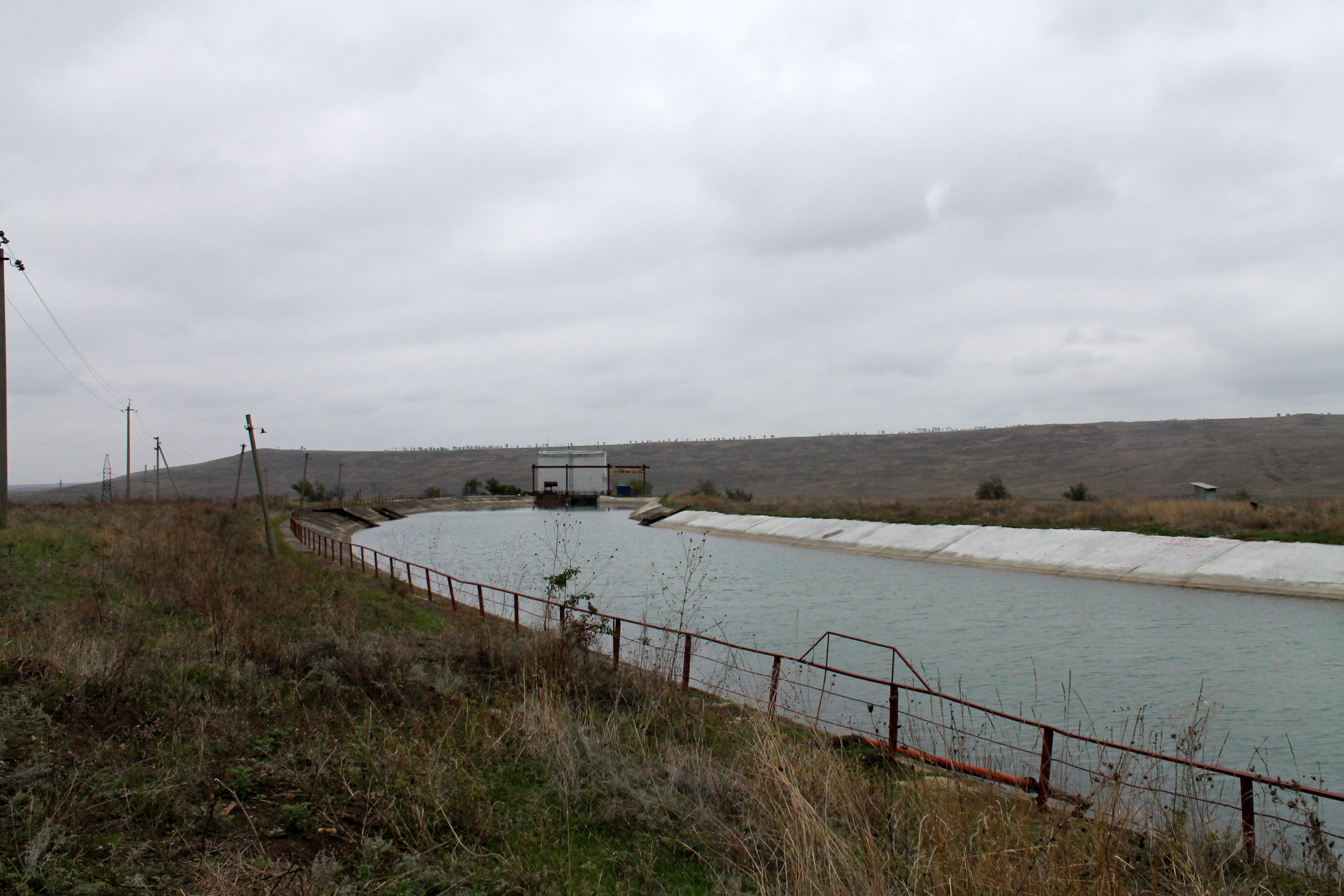
Подводящий канал
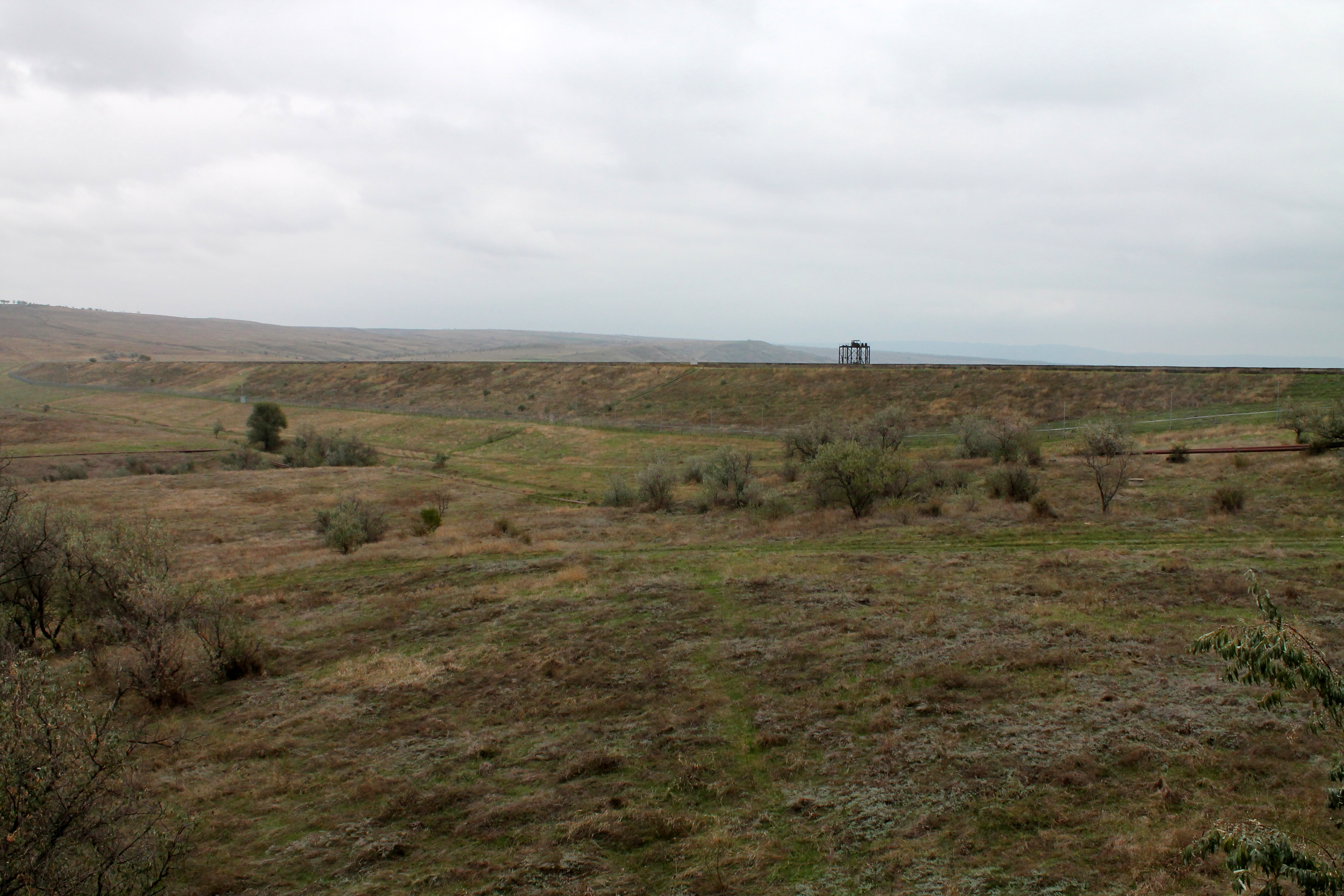
Плотина
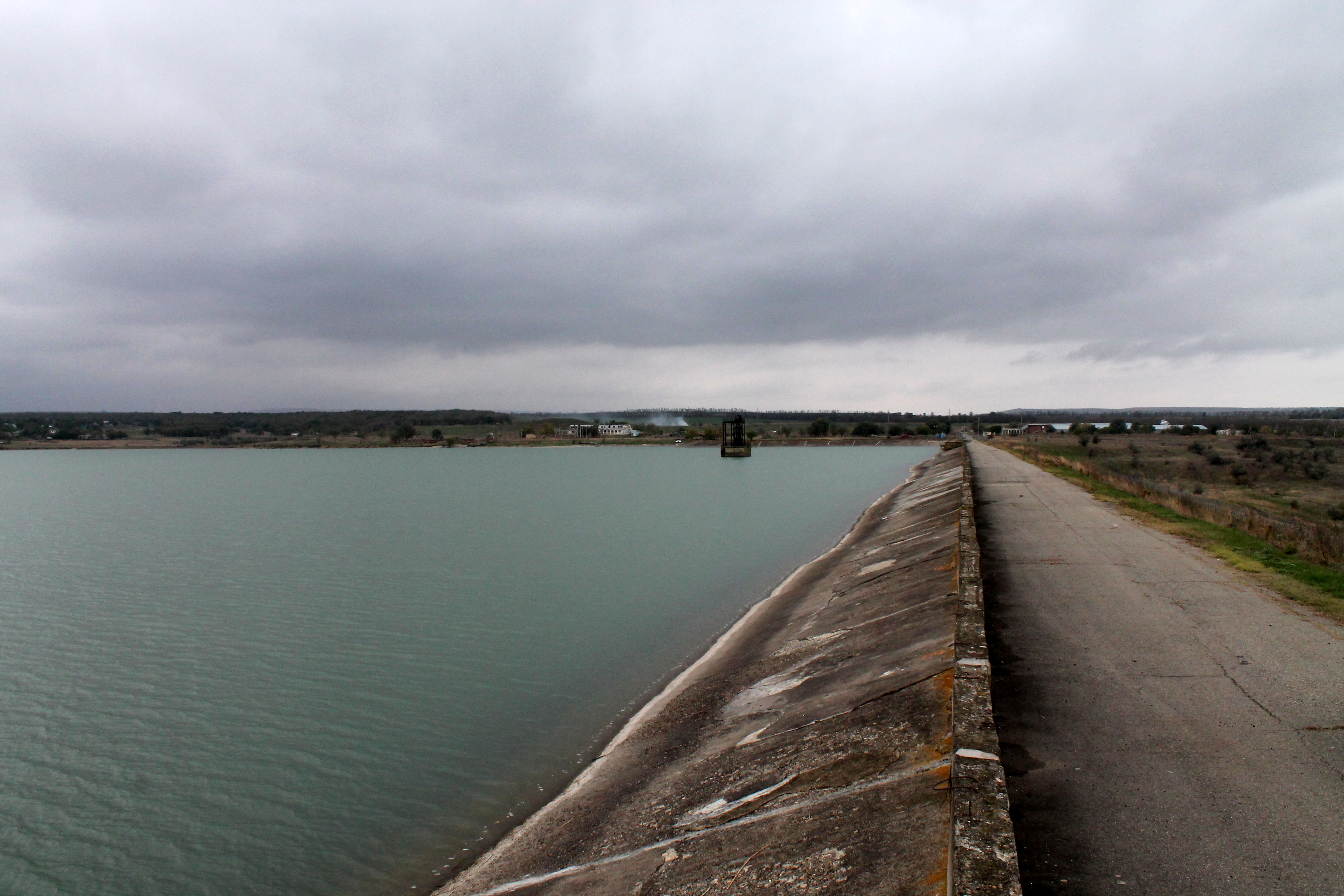
Гребень плотины и водохранилище
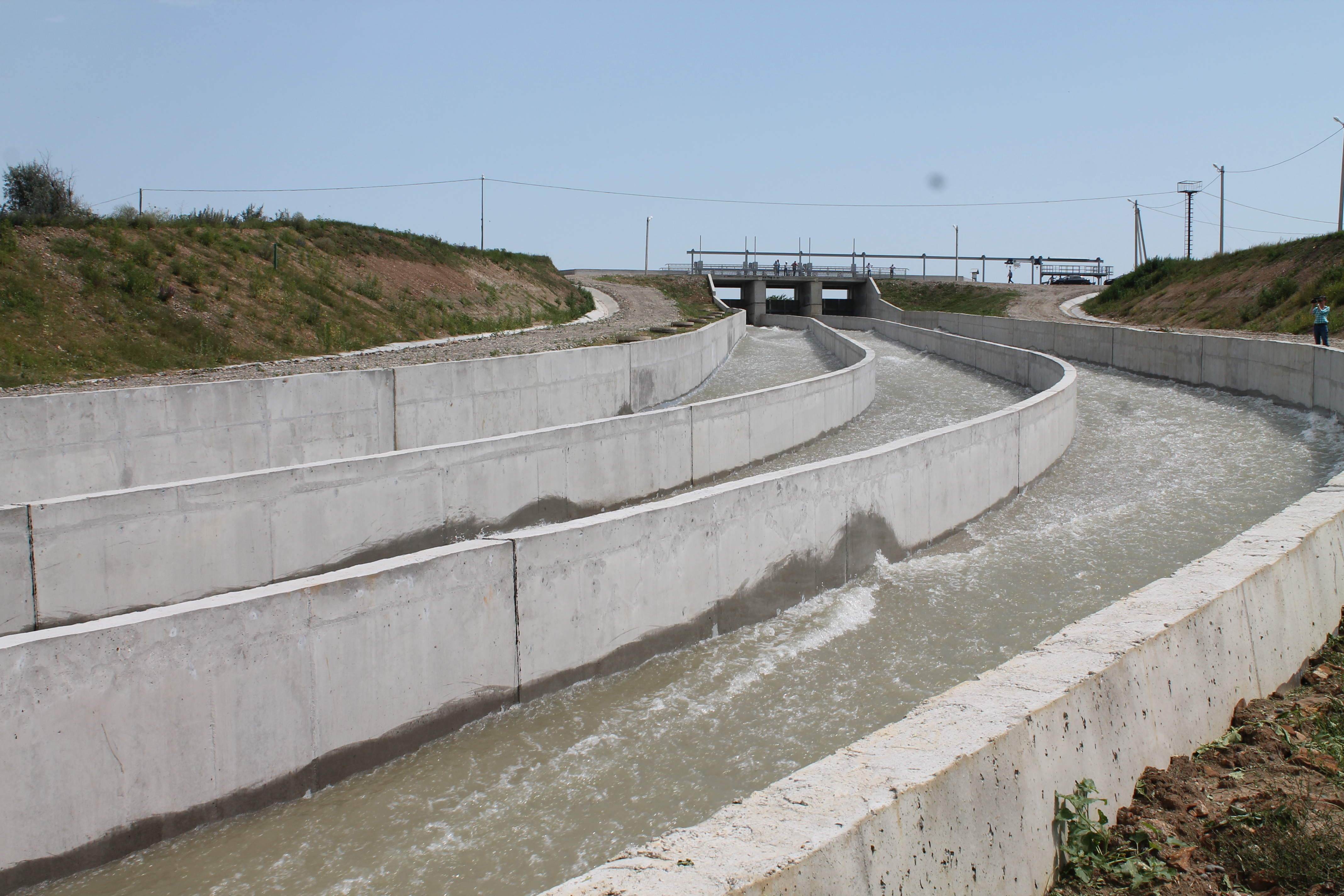
Холостой водосброс

## История строительства и эксплуатации
В 1935—1940 годах в соответствии с Постановлением Совнаркома СССР была разработана Схема обводнения Ставрополья. Согласно ей, было намечено строительство двух обводнительно-оросительных систем: Кубань-Егорлыкской и Кубань-Калаусской (с 1968 года — Большой Ставропольский канал). Строительство Кубань-Егорлыкской системы (Невинномысского канала) было начато в 1936 году, в 1948 году канал был введён в эксплуатацию. В рамках строительства системы было предусмотрено возведение четырёх гидроэлектростанций, из которых Свистухинская ГЭС была пущена в 1948 году, Сенгилеевская ГЭС и Новотроицкая ГЭС в 1953 году. В 1956 году организацией «Ставропольстрой» было начато возведение последней из запланированных станций — Егорлыкской ГЭС, оба гидроагрегата которой были пущены в 1962 году. На момент пуска Егорлыкская ГЭС являлась крупнейшей гидроэлектростанцией Ставропольского края. В промышленную эксплуатацию станция была принята в 1962 году. В ходе строительства Егорлыкской ГЭС была произведена выемка 820 тыс. м³ и насыпь 2100 тыс. м³ мягкого грунта, а также насыпь 8,4 тыс. м³ каменной наброски, дренажей и фильтров. Было уложено 36 тыс. тонн бетона и железобетона, смонтировано 640 тонн металлоконструкций и механизмов.
В 1973 году Егорлыкская ГЭС была передана во входящий в районное энергетическое управление «Ставропольэнерго» каскад Кубанских ГЭС. В 1988 году РЭУ «Ставропольэнерго» было преобразовано в Ставропольское производственное объединение энергетики и электрификации «Ставропольэнерго», на базе которого в 1993 году было создано ОАО «Ставропольэнерго». В 2005 году в ходе реформы РАО «ЕЭС России» Егорлыкская ГЭС вместе с другими ГЭС каскада была выделена из состава ОАО «Ставропольэнерго» в ОАО «Ставропольская электрическая генерирующая компания», которое в свою очередь в 2006 году перешло под контроль ОАО «ГидроОГК» (позднее переименованного в ОАО «РусГидро». В 2008 году ОАО «Ставропольская электрическая генерирующая компания» было ликвидировано, и Егорлыкская ГЭС вошла в состав филиала ОАО «РусГидро» — Каскад Кубанских ГЭС.
В связи с длительным сроком эксплуатации (более 50 лет) станция неоднократно модернизировалась. В 1978 и 1984 годах были заменены два из трёх силовых трансформаторов. В 1997 и 2002 годах заменены гидротурбины (изначально на ГЭС стояли поворотно-лопастные турбины ПЛ 40-587-ВБ-330). В 2013—2015 годах был построен новый поверхностный холостой водосброс; старый башенный водосброс, не работавший с 2000 года в связи с неудовлетворительным техническим состоянием, был выведен из эксплуатации. По состоянию на начало 2020 года, ведётся замена силовых трансформаторов, запланирована реконструкция распределительного устройства с заменой на комплектное распределительное устройство элегазовое (КРУЭ).